# Luna Park (Berlin)
Pour les articles homonymes, voir Luna Park.
Le Luna Park de Berlin en Allemagne était le parc d'attractions le plus grand d'Europe[réf. nécessaire] de 1909 à 1933.

## Voir aussi

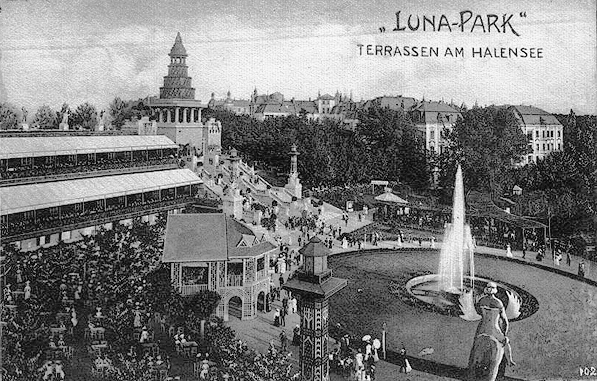
Luna-Park de Berlin, en 1904
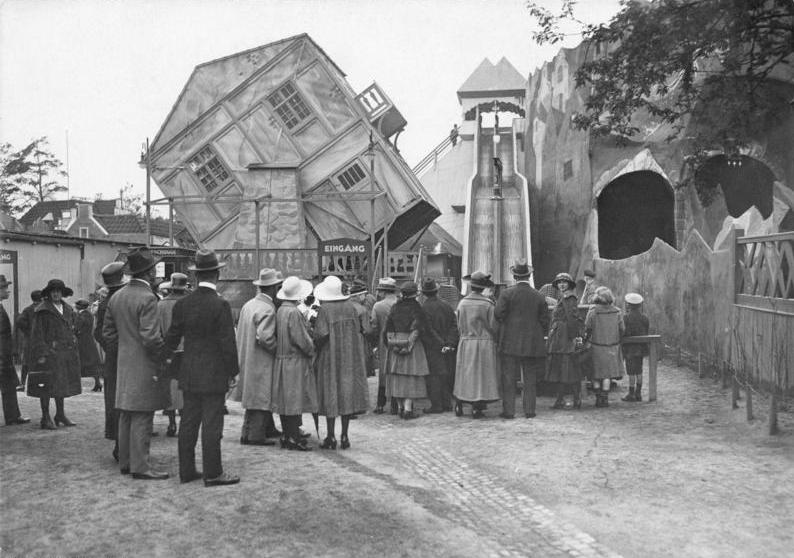
Luna-Park de Berlin, en 1922
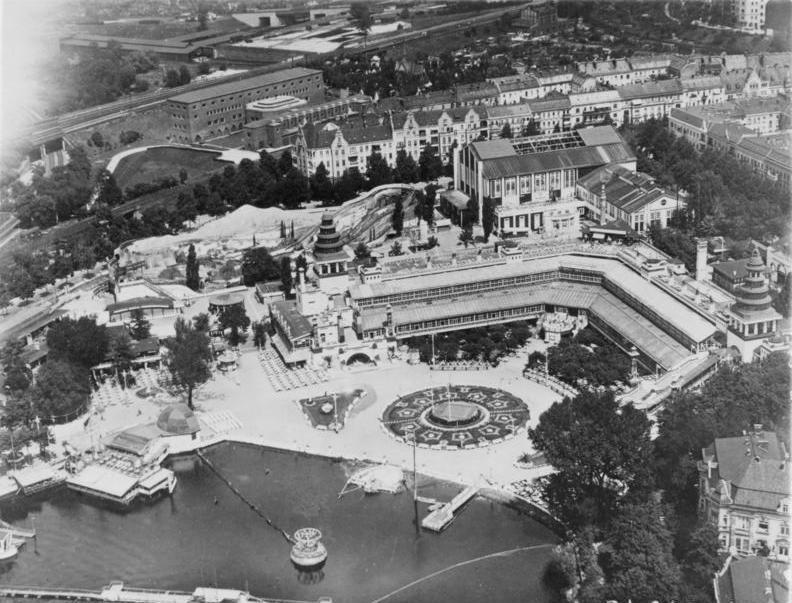
Luna-Park de Berlin, en 1935